# Phlebodes
Phlebodes is een geslacht van vlinders van de familie dikkopjes (Hesperiidae), uit de onderfamilie Hesperiinae.

## Soorten
- P. buriti Mielke, 1968
- P. campo (Bell, 1947)
- P. confixa (Butler, 1877)
- P. eteocla (Plötz, 1883)
- P. notex Evans, 1955
- P. pertinax (Stoll, 1781)
- P. sameda (Herrich-Schäffer, 1869)
- P. schmithi (Bell, 1940)
- P. torax Evans, 1955
- P. vira (Butler, 1890)
- P. virgo Evans, 1955
- P. xanthobasis (Hayward, 1938)